# Анікін Ілля Йосипович
Ілля Йосипович Ані́кін (нар. 16 серпня 1934, Бєлореченська) — український графік; член Спілки радянських художників України з 1978 року.

## Біографія
Народився 16 серпня 1934 року в станиці Бєлорєченській (нині місто Бєлорєченськ Краснодаського краю Росії). У 1966—1967 працював у Київському виробничо-рекламному комбінаті «Укропторгреклама»; у 1968—1971 роках обіймав посаду художнього редактора у видавництві «Техніка». Одночасно навчався у Київському відділенні Українського поліграфічного інституту, яке закінчив у 1970 році. Був учнем Михайла Іванова. Мешкає у місті Вишневому, в будинку на вулиці Залізничній, № 84.

## Творчість
Працює у галузі станкової графіки. Серед робіт:
- «Дніпровські велетні» (1974);
- «Степові кораблі» (1977);
- «Початок будівництва» (1977);
- «Там, де сталь кують» (1977);
- «Трудові будні» (1978);
- «На кордоні» (1978);
- «Не пройшов» (1978);
- «Ширше коло» (1978);
- «Біль чорнобильський» (2001).

Бере участь у всесоюзних, республіканських та обласних виставках з 1971 року. Персональна виставка відбулася у 2022 році у Вишневому.